# 匡城镇
匡城镇，是中华人民共和国河南省商丘市睢县下辖的一个乡镇级行政单位。境内有匡城故城，并因此得名。区域面积61.05平方千米。
原为匡城乡，2023年撤乡设镇。

## 行政区划
匡城镇下辖以下地区：
匡城村、刘庄村、子房村、解庙村、孟庄村、南张村、后许村、英王村、陈庄村、蔡庄村、薛杨村、邓庄村、庄砦村、金洼村、苏岭村、袁吴村、马泗河村、北张村、范洼村、李老村、方楼村、吴庄村、尚庄村、前庞村、洪庄村、河坡村、许天村、毛岗村、岗上村、王老村、姚砦村、武唐村、吴楼村、君王村、刘庄寨村、漫雪村、王池村、洼张村和石关村。